# Argiope aemula
Argiope aemula, або овальний павук Святого Андрія (англ. oval St. Andrew spider) — вид павуків-колопрядів з всесвітньо поширеного роду Argiope. Великі, яскраво забарвлені самиці більші в декілька разів за дрібних самців. Живиться великими комахами. Отрута слабка, для людини безпечні. Поширені в Південно-Східній Азії та островах західної частини Тихого океану — в Індії, Китаї, Індокитаї, Індонезії, на Філіппінах, Новій Гвінеї, Нових Гебридах.

## Опис

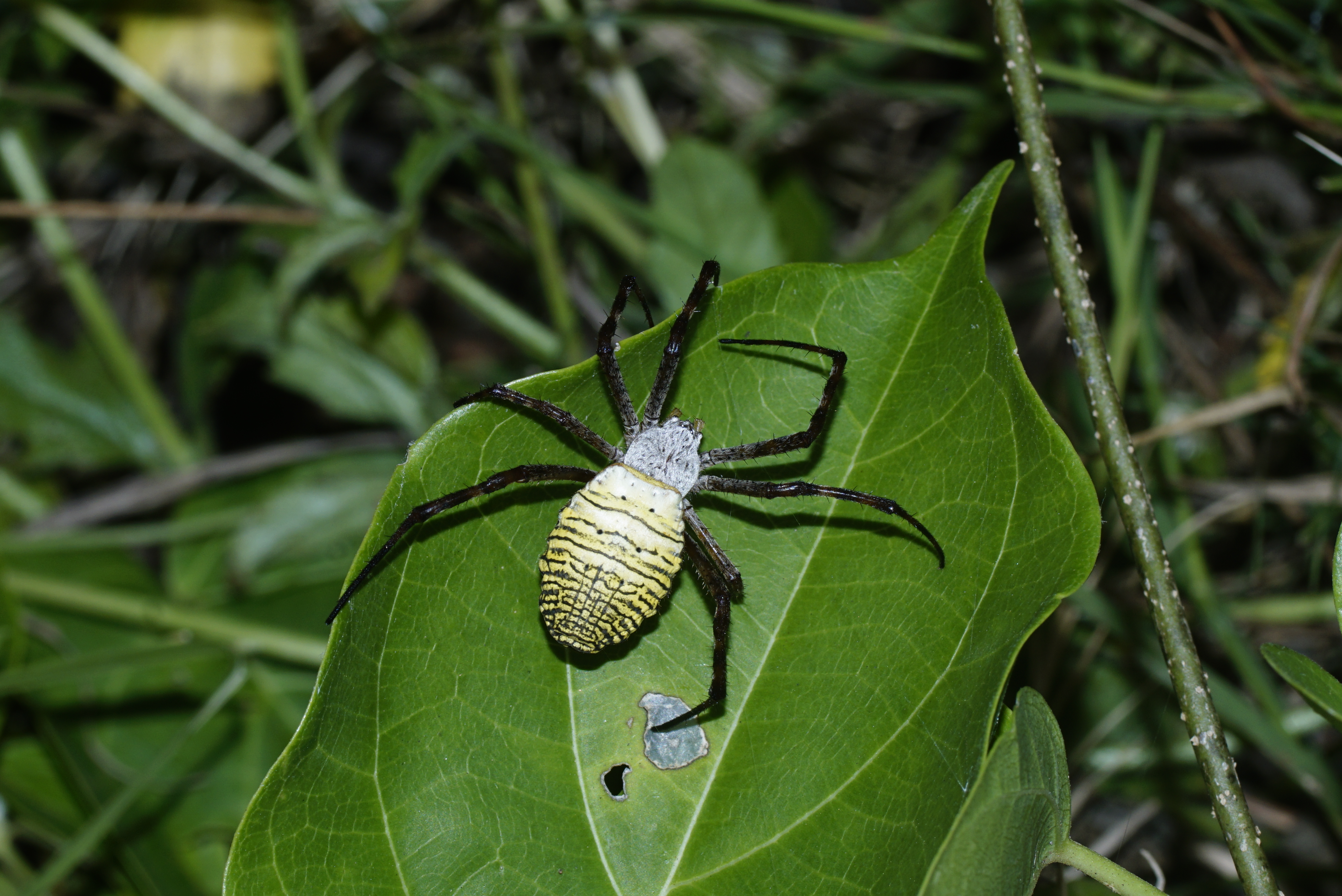
Argiope aemula, Індія

Самиці цього виду — одні з найбільших павуків роду, довжина тіла до 2 см. Черевце овальної форми, з майже непомітними плечовими горбиками, на спинній поверхні з 3 жовтувато-білими та 2 чорними смугами в передній частині черевця та з мереживом чорних смуг на світлому тлі в задній частині.

## Спосіб життя і поведінка
Павутина зустрічається на узбіччях доріг, на сільськогосподарських угіддях. Стабілімент на павутині хрестоподібний.

## Розповсюдження
Поширений від Індії до Нових Гебридів: також у Китаї, Індокитаї, Малайзії, Сінгапурі, Індонезії, на Філіппінах, південних островах Японії, Новій Гвінеї.
Типова місцевість, з якої описаний вид — острів Сулавесі.